# پورت‌ریدینگ (نیوجرسی)
پورت‌ریدینگ (به انگلیسی: Port Reading) یک منطقهٔ مسکونی در ایالات متحده آمریکا است که در وودبریج، نیوجرسی واقع شده‌است. پورت‌ریدینگ ۷٫۵۰۶ کیلومتر مربع مساحت و ۳٬۷۲۸ نفر جمعیت دارد و ۴ متر بالاتر از سطح دریا واقع شده‌است.